# ريناتو كوري
ريناتو كوري (بالإيطالية: Renato Curi)‏ هو لاعب كرة قدم إيطالي في مركز الوسط، ولد في 20 سبتمبر 1953 في Montefiore dell'Aso ‏ في إيطاليا، وتوفي في 30 أكتوبر 1977 في بيروجيا في إيطاليا بسبب نوبة قلبية. لعب مع نادي بيروجيا ونادي كومو.

## وصلات خارجية
- ريناتو كوري على موقع قاعدة بيانات كرة القدم.إي يو (الإنجليزية)
- ريناتو كوري على موقع عالم كرة القدم.نت (الإنجليزية)